# Gmina Prussia
Gmina Prussia (ang. Prussia Township) – gmina w USA, w stanie Iowa, w hrabstwie Adair. Według danych z 2020 roku gmina miała 162 mieszkańców.